# Rock Creek (Minnesota)
Rock Creek è una città degli Stati Uniti d'America, situata in Minnesota, nella contea di Pine.